# Љубав и празници
Љубав и празници (енгл. The Holiday) је романтична комедија из 2006. године у режији и по сценарију Ненси Мајерс. Главне улоге тумаче Кејт Винслет, Камерон Дијаз, Џуд Ло и Џек Блек. Прати две заљубљене жене са супротних страна Атлантског океана, које договарају размену домова како би избегле сломљено срце током зимских празника.
Премијерно је приказан 29. новембра 2006. године, након чега је 8. децембра пуштен у биоскопе у Уједињеном Краљевству и Сједињеним Државама. Зарадио је 205 милиона долара широм света, у односу на буџет од 85 милиона долара. Добио је помешане рецензије критичара, при чему похвалили визуелни дизајн и глумачке наступе, али радњу сматрали предвидљивом.

## Радња
Ајрис (Кејт Винслет) сазнаје да ће се њен вољени мушкарац оженити другом женом, а ни Амандина (Камерон Дијаз) ситуација није много боља с обзиром да јој је дечко био неверан. Две жене са сличним проблемима траже излаз из досадне свакодневнице, те се упознају преко интернета.
Одлучују се заменити за куће на кратко време, надајући се да ће им то решити део проблема и помоћи им да се ухвате у коштац са животом. Ајрис одлази у Калифорнију у Амандину кућу, а Аманда се сели у колибу у енглеском сеоцету. Ускоро се обе заљубљују.

## Улоге
| Глумац        | Улога           |
| ------------- | --------------- |
| Кејт Винслет  | Ајрис Симпкинс  |
| Камерон Дијаз | Аманда Вудс     |
| Џуд Ло        | Грејам Симпкинс |
| Џек Блек      | Мајлс Думонт    |
| Илај Волак    | Артур Абот      |